# Lochgelly
Lochgelly är en ort i Storbritannien.   Den ligger i kommunen Fife och riksdelen Skottland, i den centrala delen av landet, 500 km norr om huvudstaden London. Lochgelly ligger 143 meter över havet och antalet invånare är 6 586.
Terrängen runt Lochgelly är platt åt sydost, men åt nordväst är den kuperad.Runt Lochgelly är det ganska tätbefolkat, med 155 invånare per kvadratkilometer. Närmaste större samhälle är Kirkcaldy, 9,3 km öster om Lochgelly. Trakten runt Lochgelly består i huvudsak av gräsmarker.